# Paris-Nice 1970
Paris-Nice 1970 est la 28e édition de la course cycliste Paris-Nice. La course a lieu entre le 8 et le 16 mars 1970. La victoire revient pour la deuxième année consécutive au coureur belge Eddy Merckx (Faemino-Faema), qui remporte également tous les classements annexes.
Jacques Anquetil entre dans la direction de l'épreuve.

## Participants
Dans cette édition de Paris-Nice, 112 coureurs sont divisés en 14 équipes : Faemino-Faema, Caballero-Laurens, Sonolor-Lejeune, Salvarani, Germanvox-Wega, Willem II-Gazelle, Flandria-Mars, Bic, Ferretti, Fagor-Mercier, Peugeot-BP-Michelin, Zimba-G.B.C., Molteni et Frimatic-De Gribaldy. L'épreuve est terminée par 69 coureurs.

## Étapes
| Étapes                | Date    | Villes étapes            | Km     | Vainqueur d'étape | Leader du classement général |
| --------------------- | ------- | ------------------------ | ------ | ----------------- | ---------------------------- |
| Prologue              | 8 mars  | Vincennes (clm)          | 3 km   | Leo Duyndam       | Leo Duyndam                  |
| 1re étape             | 9 mars  | Dourdan - Joigny         | 141 km | Cipriano Chemello | Cipriano Chemello            |
| 2e étape              | 10 mars | Joigny - Autun           | 226 km | Ole Ritter        | Ole Ritter                   |
| 3e étape              | 11 mars | Autun - Saint-Étienne    | 208 km | Eddy Merckx       | Eddy Merckx                  |
| 4e étape              | 12 mars | Saint-Étienne - Bollène  | 198 km | Eric Leman        | Eddy Merckx                  |
| 5e étape              | 13 mars | Bollène - Plan-de-Cuques | 220 km | Rudi Altig        | Eddy Merckx                  |
| 6e étape              | 14 mars | Plan-de-Cuques - Hyères  | 126 km | Jan Janssen       | Eddy Merckx                  |
| 7e étape, 1er secteur | 15 mars | Hyères - Sainte-Maxime   | 73 km  | Guido Reybrouck   | Eddy Merckx                  |
| 7e étape, 2e secteur  | 15 mars | Sainte-Maxime - Seillans | 73 km  | Eddy Merckx       | Eddy Merckx                  |
| 8e étape, 1er secteur | 16 mars | Seillans - Nice          | 73 km  | Adriano Pella     | Eddy Merckx                  |
| 8e étape, 2e secteur  | 16 mars | Nice - Col d'Èze (clm)   | 9,5 km | Eddy Merckx       | Eddy Merckx                  |

## Résultats des étapes

### Prologue
8-03-1970. Vincennes, 3 km. (clm).
|    | Équipe            | Temps      |
| -- | ----------------- | ---------- |
| 1  | Caballero-Laurens | 4 min 58 s |
| 2  | Sonolor-Lejeune   | + 2 s      |
| 3  | Salvarani         | + 8 s      |
| 4  | Germanvox-Wega    | m.t.       |
| 5  | Willem II-Gazelle | + 9 s      |
| 6  | Flandria-Mars     | + 11 s     |
| 7  | Bic               | m.t.       |
| 8  | Ferretti          | + 13 s     |
| 9  | Faemino-Faema     | + 17 s     |
| 10 | Fagor-Mercier     | + 20 s     |

8-03-1970. Vincennes, 1 km (clm).
|   | Cycliste         | Équipe            | Temps      |
| - | ---------------- | ----------------- | ---------- |
| 1 | Leo Duyndam      | Caballero-Laurens | 1 min 17 s |
| 2 | Jacques Frijters | Caballero-Laurens | + 3 s      |
| 3 | Jan Krekels      | Caballero-Laurens | + 4 s      |
| 4 | Harry Steevens   | Caballero-Laurens | + 5 s      |
| 5 | Gerard Vianen    | Caballero-Laurens | + 6 s      |
| 6 | Daan Holst       | Caballero-Laurens | m.t.       |
| 7 | Richard Bukacki  | Caballero-Laurens | + 8 s      |
| 8 | Cees Rentmeester | Caballero-Laurens | m.t.       |

### 1reétape
9-03-1970. Dourdan-Joigny, 141 km.
|    | Cycliste          | Équipe               | Temps           |
| -- | ----------------- | -------------------- | --------------- |
| 1  | Cipriano Chemello | Salvarani            | 4 h 02 min 55 s |
| 2  | Guido Reybrouck   | Germanvox-Wega       | m.t.            |
| 3  | Cyrille Guimard   | Fagor-Mercier        | m.t.            |
| 4  | Eric Leman        | Flandria-Mars        | m.t.            |
| 5  | Michele Dancelli  | Molteni              | m.t.            |
| 6  | René Pijnen       | Willem II-Gazelle    | m.t.            |
| 7  | Jacques Guiot     | Frimatic-De Gribaldy | m.t.            |
| 8  | Gerben Karstens   | Peugeot-BP-Michelin  | m.t.            |
| 9  | Jan van Katwijk   | Willem II-Gazelle    | m.t.            |
| 10 | Régis Delépine    | Frimatic-De Gribaldy | m.t.            |

### 2eétape
10-03-1970. Joigny-Autun 226 km.
|    | Cycliste          | Équipe         | Temps           |
| -- | ----------------- | -------------- | --------------- |
| 1  | Ole Ritter        | Germanvox-Wega | 5 h 41 min 25 s |
| 2  | Eric Leman        | Flandria-Mars  | + 4 s           |
| 3  | Guido Reybrouck   | Germanvox-Wega | m.t.            |
| 4  | Marino Basso      | Molteni        | m.t.            |
| 5  | Leif Mortensen    | Bic            | m.t.            |
| 6  | Cipriano Chemello | Salvarani      | m.t.            |
| 7  | Eddy Merckx       | Faemino-Faema  | m.t.            |
| 8  | Giuseppe Beghetto | Ferretti       | m.t.            |
| 9  | Michele Dancelli  | Molteni        | m.t.            |
| 10 | Cyrille Guimard   | Fagor-Mercier  | m.t.            |

### 3eétape
11-03-1970. Autun-Saint-Étienne 208 km.
|    | Cycliste         | Équipe              | Temps           |
| -- | ---------------- | ------------------- | --------------- |
| 1  | Eddy Merckx      | Faemino-Faema       | 5 h 14 min 29 s |
| 2  | Giuseppe Milioli | Germanvox-Wega      | + 52 s          |
| 3  | Guido Reybrouck  | Germanvox-Wega      | + 55 s          |
| 4  | Roger Rosiers    | Bic                 | m.t.            |
| 5  | Eric Leman       | Flandria-Mars       | m.t.            |
| 6  | Gerard Vianen    | Caballero-Laurens   | m.t.            |
| 7  | Gerben Karstens  | Peugeot-BP-Michelin | m.t.            |
| 8  | Cyrille Guimard  | Fagor-Mercier       | m.t.            |
| 9  | Evert Dolman     | Willem II-Gazelle   | m.t.            |
| 10 | Raymond Riotte   | Sonolor-Lejeune     | m.t.            |

### 4eétape
12-03-1970. Saint-Étienne-Bollène, 198 km.
|    | Cycliste          | Équipe            | Temps           |
| -- | ----------------- | ----------------- | --------------- |
| 1  | Eric Leman        | Flandria-Mars     | 5 h 06 min 29 s |
| 2  | Guido Reybrouck   | Germanvox-Wega    | m.t.            |
| 3  | Marino Basso      | Molteni           | m.t.            |
| 4  | Cyrille Guimard   | Fagor-Mercier     | m.t.            |
| 5  | Jan Janssen       | Bic               | m.t.            |
| 6  | Jan Krekels       | Caballero-Laurens | m.t.            |
| 7  | Wilfried Peffgen  | G.B.C.-Zimba      | m.t.            |
| 8  | Lucien Aimar      | Sonolor-Lejeune   | m.t.            |
| 9  | Edward Sels       | Willem II-Gazelle | m.t.            |
| 10 | Cipriano Chemello | Salvarani         | m.t.            |

### 5eétape
13-03-1970. Bollène-Plan-de-Cuques, 220 km.
|    | Cycliste            | Équipe              | Temps           |
| -- | ------------------- | ------------------- | --------------- |
| 1  | Rudi Altig          | Zimba-G.B.C.        | 5 h 54 min 54 s |
| 2  | Cyrille Guimard     | Fagor-Mercier       | m.t.            |
| 3  | Guido Reybrouck     | Germanvox-Wega      | m.t.            |
| 4  | Jan Janssen         | Bic                 | m.t.            |
| 5  | Barry Hoban         | Sonolor-Lejeune     | m.t.            |
| 6  | Gerben Karstens     | Peugeot-BP-Michelin | m.t.            |
| 7  | René Pijnen         | Willem II-Gazelle   | m.t.            |
| 8  | Jos van der Vleuten | Willem II-Gazelle   | m.t.            |
| 9  | Gerard Vianen       | Caballero-Laurens   | m.t.            |
| 10 | Bernard Guyot       | Sonolor-Lejeune     | m.t.            |

### 6eétape
14-03-1970. Plan-de-Cuques-Hyères, 126 km.
|    | Cycliste               | Équipe              | Temps           |
| -- | ---------------------- | ------------------- | --------------- |
| 1  | Jan Janssen            | Bic                 | 4 h 02 min 51 s |
| 2  | Eddy Merckx            | Faemino-Faema       | m.t.            |
| 3  | Luis Ocaña             | Bic                 | + 4 s           |
| 4  | Jos van der Vleuten    | Willem II-Gazelle   | + 57 s          |
| 5  | Martin van den Bossche | Molteni             | m.t.            |
| 6  | Christian Raymond      | Peugeot-BP-Michelin | m.t.            |
| 7  | Gilbert Bellone        | Sonolor-Lejeune     | m.t.            |
| 8  | René Grelin            | Molteni             | m.t.            |
| 9  | José Catieau           | Sonolor-Lejeune     | m.t.            |
| 10 | Raymond Poulidor       | Fagor-Mercier       | m.t.            |

### 7eétape,1ersecteur
15-03-1970. Hyères-Sainte-Maxime, 73 km.
|    | Cycliste               | Équipe          | Temps           |
| -- | ---------------------- | --------------- | --------------- |
| 1  | Guido Reybrouck        | Germanvox-Wega  | 1 h 57 min 19 s |
| 2  | Harrie Jansen          | Sonolor-Lejeune | m.t.            |
| 3  | Martin van den Bossche | Molteni         | m.t.            |
| 4  | Eric Leman             | Flandria-Mars   | m.t.            |
| 5  | Giuseppe Beghetto      | Ferretti        | m.t.            |
| 6  | Roger Swerts           | Faemino-Faema   | m.t.            |
| 7  | Alain Vasseur          | Bic             | m.t.            |
| 8  | Cyrille Guimard        | Fagor-Mercier   | m.t.            |
| 9  | Georges Vandenberghe   | Faemino-Faema   | m.t.            |
| 10 | Rolf Wolfshohl         | Fagor-Mercier   | m.t.            |

### 7eétape,2esecteur
15-03-1970. Sainte-Maxime-Seillans, 78 km.
|    | Cycliste               | Équipe            | Temps           |
| -- | ---------------------- | ----------------- | --------------- |
| 1  | Eddy Merckx            | Faemino-Faema     | 2 h 22 min 55 s |
| 2  | Jan Janssen            | Bic               | m.t.            |
| 3  | Martin van den Bossche | Molteni           | m.t.            |
| 4  | Raymond Poulidor       | Fagor-Mercier     | m.t.            |
| 5  | Gilbert Bellone        | Sonolor-Lejeune   | m.t.            |
| 6  | Jos van der Vleuten    | Willem II-Gazelle | m.t.            |
| 7  | Joop Zoetemelk         | Flandria-Mars     | m.t.            |
| 8  | Cyrille Guimard        | Fagor-Mercier     | m.t.            |
| 9  | Guido Reybrouck        | Germanvox-Wega    | m.t.            |
| 10 | Lucien Aimar           | Sonolor-Lejeune   | m.t.            |

### 8eétape,1ersecteur
16-03-1970. Seillans-Nice, 108 km.
|    | Cycliste             | Équipe              | Temps           |
| -- | -------------------- | ------------------- | --------------- |
| 1  | Adriano Pella        | Germanvox-Wega      | 2 h 39 min 19 s |
| 2  | Rolf Wolfshohl       | Fagor-Mercier       | m.t.            |
| 3  | Ferdinand Bracke     | Peugeot-BP-Michelin | m.t.            |
| 4  | André Dierickx       | Flandria-Mars       | + 12 s          |
| 5  | Gianfranco Bianchin  | Molteni             | + 24 s          |
| 6  | Pietro Guerra        | Salvarani           | + 28 s          |
| 7  | Gianpaolo Cucchietti | Ferretti            | + 49 s          |
| 8  | Eric Leman           | Flandria-Mars       | m.t.            |
| 9  | Gerben Karstens      | Peugeot-BP-Michelin | m.t.            |
| 10 | Giuseppe Beghetto    | Ferretti            | m.t.            |

### 8eétape,2esecteur
16-03-1970. Nice-Col d'Èze, 9,5 km.  CRI
|    | Cycliste               | Équipe              | Temps        |
| -- | ---------------------- | ------------------- | ------------ |
| 1  | Eddy Merckx            | Faemino-Faema       | 20 min 14 s  |
| 2  | Raymond Poulidor       | Fagor-Mercier       | + 50 s       |
| 3  | Luis Ocaña             | Bic                 | + 55 s       |
| 4  | Leif Mortensen         | Bic                 | + 1 min 15 s |
| 5  | Jan Janssen            | Bic                 | + 1 min 22 s |
| 6  | Lucien Aimar           | Sonolor-Lejeune     | + 1 min 43 s |
| 7  | Joop Zoetemelk         | Flandria-Mars       | + 1 min 44 s |
| 8  | Martin van den Bossche | Molteni             | + 1 min 44 s |
| 9  | Désiré Letort          | Peugeot-BP-Michelin | + 1 min 59 s |
| 10 | Cyrille Guimard        | Fagor-Mercier       | + 2 min 04 s |

## Classements finals

### Classement général
|    | Cycliste               | Équipe              | Temps            |
| -- | ---------------------- | ------------------- | ---------------- |
| 1  | Eddy Merckx            | Faemino-Faema       | 37 h 23 min 27 s |
| 2  | Luis Ocaña             | Bic                 | + 2 min 14 s     |
| 3  | Jan Janssen            | Bic                 | + 2 min 24 s     |
| 4  | Raymond Poulidor       | Fagor-Mercier       | + 3 min 02 s     |
| 5  | Lucien Aimar           | Sonolor-Lejeune     | + 3 min 55 s     |
| 6  | Cyrille Guimard        | Fagor-Mercier       | + 4 min 10 s     |
| 7  | Christian Raymond      | Peugeot-BP-Michelin | + 4 min 37 s     |
| 8  | Martin van den Bossche | Molteni             | + 5 min 21 s     |
| 9  | Gilbert Bellone        | Sonolor-Lejeune     | + 5 min 39 s     |
| 10 | José Catieau           | Sonolor-Lejeune     | + 5 min 40 s     |